# مديرية القريشية

تعديل مصدري - تعديل

مديرية القريشية هي إحدى مديريات رداع بمحافظة البيضاء في اليمن. بلغ عدد سكانها 29525 نسمة عام 2004.